# Georg Streiter (Journalist, 1907)

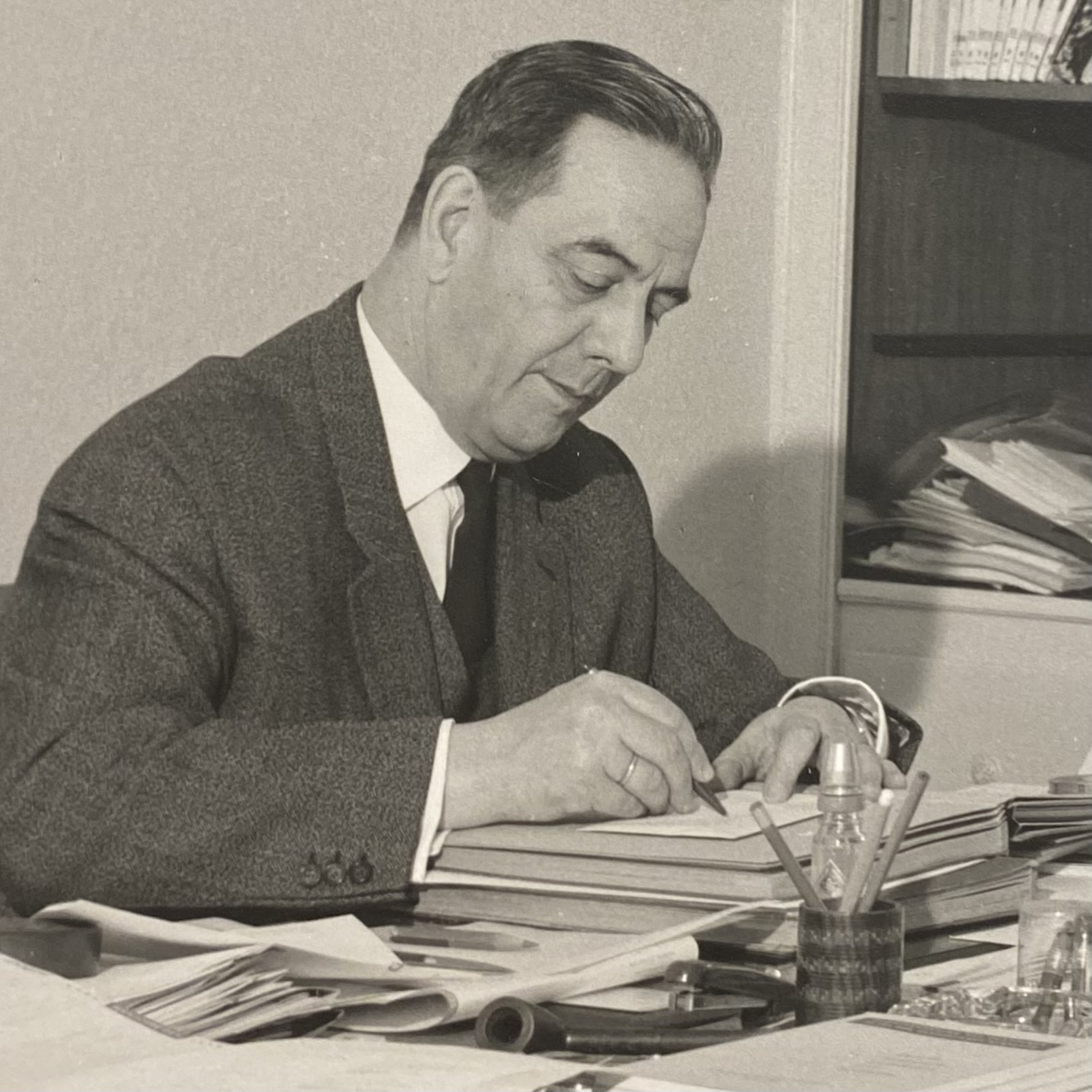
Georg Streiter an seinem Arbeitsplatz im Bonner Verbindungsbüro der Europäischen Gemeinschaften (ca. 1965)

Georg Heinrich Karl Streiter (* 20. Oktober 1907 in Berlin; † 9. August 1976 in Bonn) war ein deutscher Journalist und Beamter.

## Studium in Berlin und Danzig
Georg Streiter studierte von 1926 bis 1929 Nationalökonomie an der Friedrich-Wilhelms-Universität zu Berlin, wo er 1927 zum Sprecher der Allgemeinen Studentenschaft gewählt wurde. 1929 wechselte er an die TH Danzig, um angewandte Psychologie (Psychotechnik) zu studieren. Durch den Völkerbund und den Versailler Vertrag war Danzig im Jahr 1920 aus dem deutschen Staatsverband herausgelöst und zur Freien Stadt Danzig unter dem Schutz des Völkerbunds erklärt worden.

## Tätigkeiten in Danzig und Flucht nach Polen
Im Sommer 1930 brach Streiter das Studium ab und nahm beim Danziger Landbund die Tätigkeit des Geschäftsführers auf, durch die er den Politiker Hermann Rauschning kennenlernte. Zu dieser Zeit stand Streiter der Deutschnationalen Volkspartei der Freien Stadt Danzig nahe; auch später bekannte er sich als Deutschnationaler. Ab 1932 arbeitete er für Rauschning als Sekretär, der im Juni 1933 zum Senatspräsidenten und damit zum Regierungschef von Danzig gewählt wurde. Streiter trat zum 1. April 1933 auf Wunsch von Rauschning in die NSDAP und in die SA ein. Als engster Mitarbeiter Rauschnings und offizieller Pressesprecher des Senats der Freien Stadt Danzig war Streiter an Verhandlungen mit dem Völkerbund und der polnischen Regierung in Genf und Warschau beteiligt. Daneben betreute er als Rauschnings persönlicher Referent insbesondere die Polen betreffenden Aufgaben des Senats.
Anfang 1934 begann ein Machtkampf zwischen Rauschning und dem Danziger NSDAP-Gauleiter Albert Forster. So forderte Forster im September 1934 ultimativ von Rauschning die Entlassung von Streiter, dem er „judenfreundliches Verhalten“ vorwarf. Rauschning lehnte dies ab und stellte sich demonstrativ hinter seinen wichtigsten Mitarbeiter. Tatsächlich pflegten Streiter und Rauschning einen guten Kontakt zur jüdischen Gemeinde Danzigs sowie zur örtlichen jüdischen Geschäftswelt und Presse. Nicht selten lancierte Streiter im Auftrag von Rauschning Artikel über die Judenfrage in jüdische Tageszeitungen, die im deutlichen Kontrast zur offiziellen NS-Sprachregelung standen.
Rauschning verlor den Machtkampf mit Forster: Am 25. Oktober 1934 wurde Streiter vom Dienst suspendiert, am 30. November 1934 (gemeinsam mit Rauschning) aus der NSDAP sowie der SA ausgeschlossen und anschließend wegen „Verrat eines Staatsgeheimnisses und Landesverrat“ in Schutzhaft genommen. Die Schutzhaft wurde am 24. Dezember 1934 in eine Untersuchungshaft umgewandelt; dagegen ließ Streiter Beschwerde einlegen und wurde aus der Haft entlassen.
Im Februar 1935 floh er aus Furcht vor weiteren Repressalien in einem polnischen Diplomaten-Kfz ohne Pass über die Grenze nach Gdingen. Auch Hermann Rauschning verließ 1935 Danzig und zog mit Zwischenaufenthalten in Polen, der Schweiz, Frankreich und Großbritannien schließlich 1941 für immer in die USA. Streiter blieb bis zum Ausbruch des Zweiten Weltkriegs in Polen. Als politischer Redakteur schrieb er für Zeitungen der deutschen Minderheit, von 1935 bis Oktober 1936 in Gdingen für die linksorientierte Danziger Volksstimme, anschließend bis 1938 unter seinem richtigen Namen für den Kujawischen Boten in Inowrocław und danach bis September 1939 erneut unter Pseudonym für die nationalkonservative Deutsche Rundschau in Bromberg.

## Tätigkeiten in Rumänien und in der Türkei
Nach Ausbruch des Zweiten Weltkriegs berief ihn das Auswärtige Amt als Hilfsarbeiter und „Spezialisten für Polen“ in das Osteuropa-Referat der Presse- und Nachrichtenabteilung. Zu dieser Zeit ging Streiter als Berichterstatter nach Czernowitz, das damals noch zu Rumänien gehörte. In Wischnitza beobachtete er am 17. September 1939 den Übertritt der polnischen Regierung zusammen mit dem größten Teil der polnischen Armee ins Exil. Nachdem die NSDAP die fristlose Entlassung von Streiter im Auswärtigen Amt erreicht hatte, war Streiter von März 1940 bis zum Frühjahr 1942 erneut in Rumänien und danach bis August 1944 in der Türkei für die Berliner Börsenzeitung offiziell als festangestellter Auslandskorrespondent tätig.
Im Oktober 1940 flog Streiter als Berichterstatter exklusiv mit einem Vertreter der sowjetischen Nachrichtenagentur TASS und zwei Hauptschriftleitern des Völkischen Beobachters in einem Sonderflugzeug der rumänischen Regierung ins Banat zu Ermittlungen über die Auswirkungen des Zweiten Wiener Schiedsspruchs nach Arad, Kurtitsch und Temeschburg.
Ab Dezember 1940 war Streiter Mitglied im Leitungsausschuss des Verbandes der Auslandspresse in Rumänien. In der Generalversammlung des Verbands der Auslandspresse in Rumänien wurde Streiter am 9. Mai 1941 zum Präsidenten gewählt. Nachdem die rumänische Armee im Gefolge des deutschen Angriffs auf die Sowjetunion die nördliche Bukowina mit Czernowitz und Bessarabien zurückerobert hatte, bereiste Streiter bereits im Juli 1941 diese Gebiete von Czernowitz bis Kischinew (Chișinău) und veröffentlichte mehrere Berichte darüber.
Als Präsident der Verbands der Auslandspresse in Rumänien organisierte Streiter gesellschaftliche Veranstaltungen, zu denen der Verband regelmäßig rumänische Regierungsvertreter und deutsche diplomatische und militärische Repräsentanten einlud. Während eines Empfangs des Verbands der Auslandspresse am 10. Dezember 1941 erhielt Streiter vom stellvertretenden rumänischen Ministerpräsidenten Mihai Antonescu in Anwesenheit des deutschen Gesandten Manfred von Killinger sowie der deutschen Generale Wilhelm Speidel und Arthur Hauffe den Orden der Krone von Rumänien im Kommandeursrang überreicht. Zu dieser Zeit verfasste Streiter für die Berliner Börsenzeitung, die Deutsche Zeitung (Banat), die Südostdeutsche Tageszeitung und andere Publikationen zahlreiche Leitartikel.
Im Frühjahr 1942 ging Streiter als Korrespondent der Berliner Börsenzeitung nach Istanbul. Die Türkei war ein neutrales Land, um dessen Gunst mehrere kriegsführende Länder warben. Vor allem die britische Regierung wollte die Türkei mit allen Mitteln auf ihre Seite ziehen; und die deutsche Führung wollte genau das um jeden Preis verhindern. Neben dem Auswärtigen Amt, boten der Sicherheitsdienst des Reichsführers SS und das Propagandaministerium erhebliche finanzielle Mittel auf, um die Türkei als stabilen Bündnispartner zu gewinnen oder zumindest als neutralen Staat zu erhalten.
Neben Reiseberichten, beispielsweise aus Anatolien oder der Schwarzmeerregion, wurde ferner in der Tageszeitung Türkische Post über Streiters Reportagen zur geopolitischen Bedeutung der Donaumündung mit Titeln wie „Donau gibt die Verbindung mit der Türkei“ oder „Der Südosten in der Großdeutschen Zukunft“ berichtet.
Streiters Reiseberichte und Leitartikel gingen von der „historisch deutsch-osmanischen Verbundenheit“ aus, der türkische Präsident Kemal Atatürk und die autoritäre Regierung von Ismet Inönü hätten „unerschrocken den britisch-sowjetischen Einmischungsversuchen in die inneren Angelegenheiten der Türkei widerstanden“. Seine Expertisen wurden nicht nur in der Berliner Börsenzeitung veröffentlicht, sondern auch in vielen anderen Publikationen, darunter nicht selten auf der Titelseite deutscher Auslandszeitungen, beispielsweise in der Bukarester Zeitschrift Volk im Osten, der Deutschen Zeitung in den Niederlanden, der Deutschen Zeitung in Norwegen, der Deutschen Zeitung im Ostland.
Italienische, ungarische, serbische und slowakische Zeitungen übernahmen Streiters journalistische Kommentare zur politischen Meinungsbildung über die Türkei ebenfalls.
Als die türkische Regierung am 2. August 1944 auf Druck der Alliierten die Beziehungen zu Deutschland abbrach, musste Streiter – wie alle nicht als Emigranten anerkannte Deutschen – die Türkei umgehend verlassen. Nach kurzer Mitarbeit beim Pester Lloyd in Budapest, gelangte er über Wien und Passau nach Lindau (Bodensee), wo er am 28. April 1945 eintraf.

## Nach 1945: Lindau, Luxemburg, Bonn
In Lindau trat Streiter der SPD bei, mit dem Wunsch, dass in Deutschland „eine Art Labour Party“ entstehe. Ab Herbst 1945 übernahm er mit Zustimmung der französischen Militärregierung verschiedene Tätigkeiten bei der Lindauer Kreisverwaltung, unter anderem leitete er stellvertretend das örtliche Arbeitsamt. Gleichzeitig wurde er Leiter des (vorläufigen) Büros des als Kreispräsident vorgesehenen Oskar Groll (SPD). Zudem war er Leiter des Politischen Referats mit fünf ihm unterstellten Kreisräten, nämlich für Inneres, für politische Säuberungen und Parteien, für Justiz, Kultus und Arbeit. Daneben übernahm er als Pressechef der Lindauer Verwaltung die Leitung der Kreisnachrichtenstelle. Außerdem wurde er zum Flüchtlingskommissar für den Kreis Lindau (Leiter der Flüchtlingsstelle) bestellt.
Im Sommer 1946 wurde eine Kandidatur von Streiter als Landrat „in Aussicht genommen“, woraufhin parteiintern Vorwürfe erhoben wurden, dass er in Polen zu „Hitlers fünfter Kolonne“ gehört habe. Am 10. September 1946 wurde er „wegen seiner früheren Tätigkeiten“ aus der Kreisverwaltung entlassen.
Daraufhin bat er Hermann Rauschning um Fürsprache, mit dem er zeit seines Lebens korrespondierte. Sein ehemaliger Dienstherr hatte in der Emigration aufsehenerregende Bücher gegen das NS-System geschrieben und wurde von den Alliierten als glaubwürdiger Gegner der Nationalsozialisten angesehen. Rauschning versicherte von seinem Wohnsitz in den USA aus dem damaligen bayerischen Ministerpräsidenten Wilhelm Hoegner, den er aus seiner Exilzeit in der Schweiz gut kannte, dass „Streiter nur widerstrebend der NSDAP beigetreten sei“. Rauschning schloss sein Schreiben an Hoegner mit den Worten:

„Es wäre eine besondere Härte, wenn dieser Mann, von dessen persönlichen moralischen Qualitäten ich durch langjährige Zusammenarbeit überzeugt bin, infolge Denunziation erneut persönliche Verfolgung erleiden müsste.“

Am 7. November 1946 änderte die Lindauer Verwaltung ihre Entscheidung: „Vorläufiges Verbleiben im Verwaltungsdienst möglich, gegebenenfalls vorbehaltlich einer Versetzung“. Damit konnte Streiter zwar weiterhin leitende Tätigkeiten im Lindauer Landratsamt ausüben, die in Aussicht genommene Kandidatur als Landrat wurde jedoch dem „Zugezogenen aufgrund der fehlenden bayerischen Staatsangehörigkeit“ verweigert.
Unter dem neuen Kreispräsidenten Anton Zwisler (CDU) wurde Streiter Geschäftsführer der kreiseigenen Wirtschaftlichen Verwaltungs-Gesellschaft m.b.H., zu deren Aufgaben unter anderem die Beschaffung von Brennstoffen (Kohle, Torf, Holz etc.) gehörte. Zum engeren Mitarbeiterkreis Zwislers gehörte Streiter aber nicht mehr.
Im Oktober 1952 nahm Streiter in Luxemburg eine Tätigkeit beim Informationsdienst der neu gegründeten Europäischen Gemeinschaft für Kohle und Stahl (Montan-Union) auf. Er schrieb regelmäßig Artikel für das Europa-Archiv und zahlreiche andere politikwissenschaftliche Fachzeitschriften. 1960 wechselte Streiter – inzwischen Beamter der Europäischen Gemeinschaft – ins Verbindungsbüro der EG nach Bonn und gründete dort unter anderem 1962 die Monatszeitschrift europäische gemeinschaft (ab 1976 EG-Magazin), deren Chefredakteur er bis 1968 war. Von 1964 bis 1967 war er kommissarischer Leiter des Verbindungsbüros der Europäischen Gemeinschaften (EG) in Bonn, aus dem später die Regionalvertretung der Europäischen Kommission in Bonn hervorging. Unter seiner Ägide beteiligte sich das Verbindungsbüro mit erheblichem Aufwand an der Veröffentlichung verschiedener Zeitschriften über die deutsche Europapolitik, an deren redaktionellen Inhalten er maßgeblich beteiligt war.
Er starb am 9. August 1976 im Alter von 68 Jahren in Bonn.

## Familie
Georg Streiter war der Sohn von Georg Karl Ludwig Streiter (* 1884; † 1945) und Elisabeth Streiter, geb. Mauss (* 1879; † 1929). Er war zweimal verheiratet. Seine erste Frau hieß Johanna Streiter (* 1907; † 1981), die mit ihm in Danzig, Polen, Rumänien, der Türkei und in Lindau lebte. Aus dieser Ehe gingen fünf Kinder hervor. In zweiter Ehe war er mit Heinke Streiter, geb. Köster (* 1921; † 2014) verheiratet. Aus dieser Ehe stammen zwei Söhne: Karl Streiter (* 1951) und Georg Streiter (* 1955; † 2024).